# Бестобинська селищна адміністрація
Бестоби́нська селищна адміністрація (каз. Бестөбе кенттік әкімдігі, рос. Бестобинская поселковая администрация) — адміністративна одиниця у складі Степногорської міської адміністрації Акмолинської області Казахстану. Адміністративний центр — селище Бестобе.
Населення — 5965 осіб (2021; 6335 у 2009, 6656 в 1999, 8520 в 1989).
Станом на 1989 рік існувала Бестобинська селищна рада (смт Бестобе, селище Підхоз Бестобе) у складі Селетінського району. В 2017-2018 роках село Підхоз було включено в межі селища Бестобе як окрему вулицю.

## Склад
До складу адміністрації входять такі населені пункти:
| Населений пункт | Колишні назви  | Населення, осіб (1989) | Населення, осіб (1999) | Населення, осіб (2009) | Населення, осіб (2021) |
| --------------- | -------------- | ---------------------- | ---------------------- | ---------------------- | ---------------------- |
| Бестобе, селище | -              | 8329                   | 6497                   | 6201                   | 5965                   |
| Підхоз, село    | Підхоз Бестобе | 191                    | 159                    | 134                    | -                      |